# Астрономічний об'єкт
Небесне тіло (точніше — астрономічний об'єкт[джерело?]) — всі природні об'єкти, які є в космосі (або прилетіли з космосу). До них належать комети, планети, метеорити, астероїди, зорі тощо.
Астрономічні об'єкти вивчає астрономія.

## Космічне право
Термін «небесні тіла» утвердився у міжнародному космічному праві і його вживають у міжнародних правових документах.

## Загальний опис

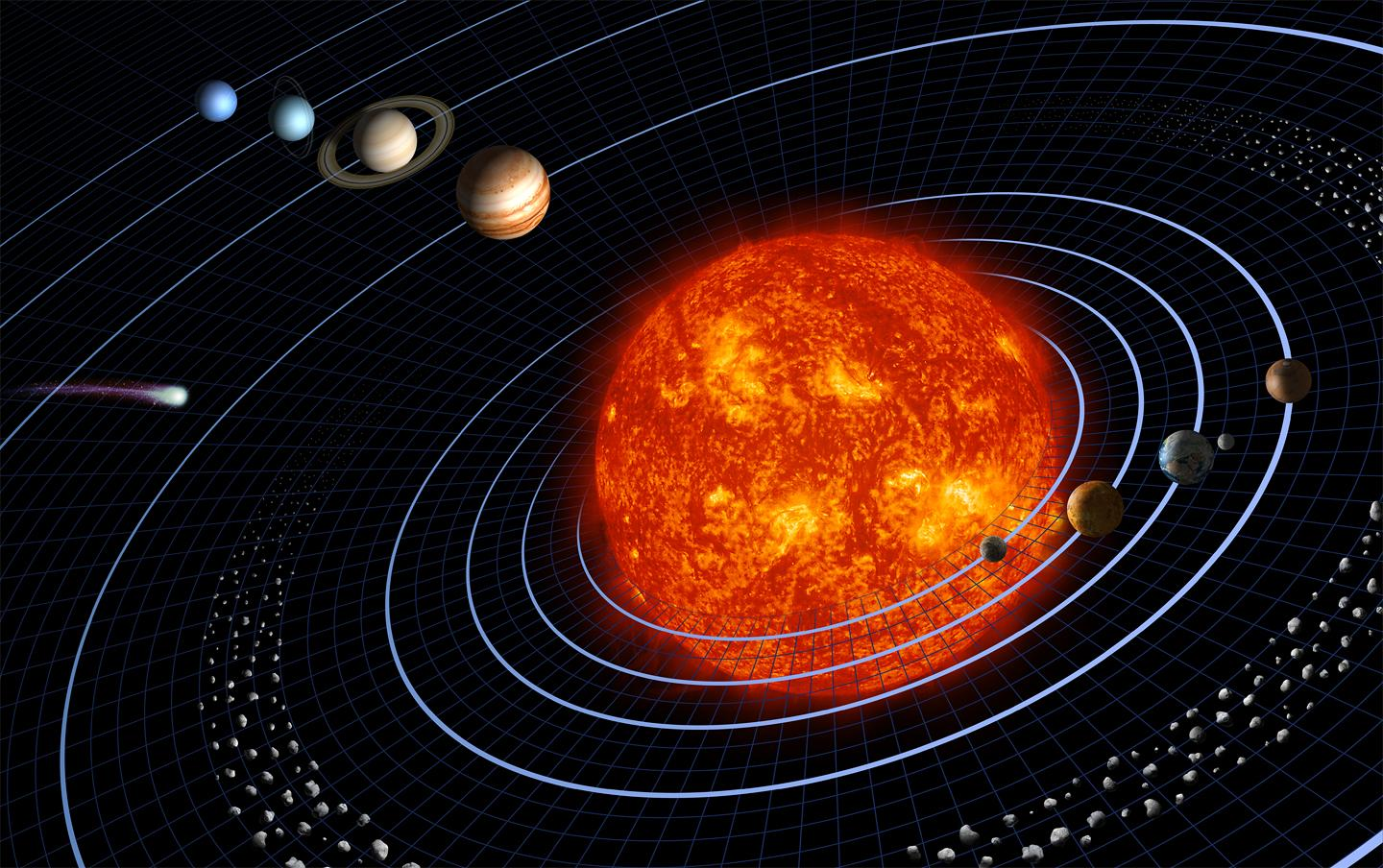
Модель Сонячної системи (масштаб не дотримано)

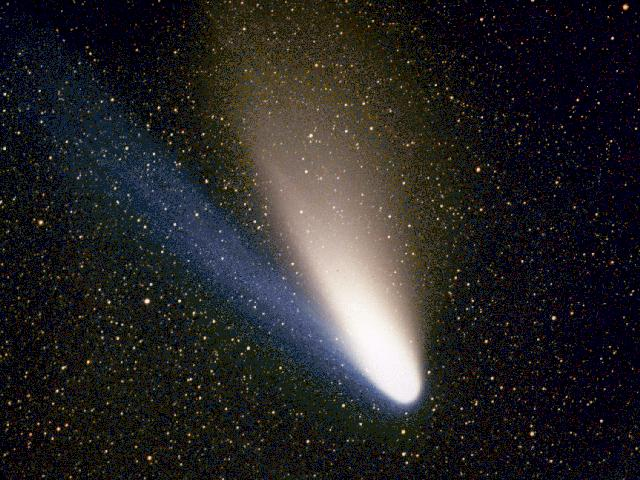
Комета Хейла — Боппа

Розміри астрономічних об'єктів різні — від велетенських до мікроскопічних. Найбільшими є зорі, найменшими — космічний пил. Астрономічні об'єкти об'єднують у системи.
| Небесне тіло | Система          | Приклад                                                |
| ------------ | ---------------- | ------------------------------------------------------ |
| Планети      | Планетні системи | Сонячна система                                        |
| Астероїди    | Астероїдні пояси | Пояс в Сонячній системі (між орбітами Марса і Юпітера) |
| Зірки        | Галактики        | Галактика «Чумацький Шлях»                             |
| Комети       | Кометні пояси    | Пояс Койпера                                           |

## Категорії за місцем розташування
У таблиці нижче наведені загальні категорії небесних тіл і об'єктів згідно з їх розташуванням або структурою.
| Сонячна система | Об'єкти поза межами Сонячної системи | Об'єкти поза межами Сонячної системи | Об'єкти поза межами Сонячної системи |
| Сонячна система | Прості об'єкти | Складні об'єкти | Просторові об'єкти |
| - Сонце - Сонячна система - Планети - Меркурій - Венера - Земля - Місяць - Марс - Фобос - Деймос - Юпітер - супутники - кільця - Сатурн - супутники - кільця - Уран - супутники - кільця - Нептун - супутники - кільця - Карликові планети - Плутон - супутники - Церера - Хаумеа - супутники - Макемаке - Ерида - супутник - Астероїди - супутники - Вулканоїди - Навколоземні астероїди - Група Атона - Група Аполлона - Група Амура - Пояс астероїдів - Троянці й ахейці - Кентаври - Дамоклоїди - Метеороїди - Метеори - Метеорні потоки - Комети - Періодичні комети - Довгоперіодичні комети - Втрачені комети - Транснептунові об'єкти - Пояс Койпера - Кюбівано - Плутино - Плутоїд - Розсіяний диск - Седна - Хмара Оорта | - Екзопланети - Гарячі юпітери - Холодні юпітери - Юпітери, що обертаються по еліптичній орбіті - Пульсарні планети - Водні гіганти - Планети з кратною орбітою - Пухкі планети - Надземлі - Міжзоряні планети - Гіпотетичні типи планет - Двійники Землі - Вуглецеві планети - Хтонічні планети - Гарячі нептуни - Планети-океани - Коричневі карлики - спектрального класу L - спектрального класу T - Субкоричневі карлики - Зірки за спектральним класом - Зорі згідно зі спектральним класом - Блакитні зірки - Біло-блакитні зірки - Білі зірки - Жовто-білі зірки - Жовті зірки - Помаранчеві зірки - Червоні зірки - Особливі зірки - Вуглецеві зірки - Зорі Вольфа-Райє - Барієві зорі - Блакитні приблуди - Хімічно пекулярні зорі - Ртутно-манганові зорі - Металічні зорі - Магнітні зорі - Зорі бідні на гелій - Зірки за класом світності - Субкарлики - Карлики (зірки головної послідовності) - Червоні карлики - Жовті карлики - Помаранчеві карлики - Блакитні карлики - Субгіганти - Гіганти - Червоні гіганти - Блакитні гіганти - Яскраві гіганти - Надгіганти - Гіпергіганти - Змінні зірки - Цефеїди - Нові зірки - Наднові зірки - Гамма-сплески - Компактні зірки - Білі карлики - Чорні карлики - Нейтронні зірки - Магнітари - Пульсари - Кваркові зірки - Чорні діри | - Кратні зірки - Подвійні системи - Оптичні подвійні - Астрометричні подвійні - Спектральні подвійні - Затемнені подвійні - Тісні подвійні - Барстери - Потрійні зірки - Групи зірок - Зоряні скупчення - Кулясті зоряні скупчення - Розсіяні зоряні скупчення - Зоряні асоціації - Сузір'я - Астеризми - Галактики - Галактики за формою - Спіральні галактики - Спіральні галактики без бару - Спіральні галактики з баром - Проміжні спіральні галактики - Лінзоподібні галактики - Еліптичні галактики - Карликові еліптичні галактики - Карликові сфероїдальні галактики - Неправильні галактики - Карликові неправильні галактики - Неправильні галактики з баром - Пекулярні галактики - Активні галактики - Блазари - Квазари - Радіогалактики - Сейфертівські галактики - Галактики зі спалахом зореутворення - Компактні блакитні галактики[джерело?] - Ультрасяючі інфрачервоні галактики[джерело?] - Галактики Вольфа-Райє[джерело?] - Галактики «з демографічним вибухом»[джерело?] - Скупчення галактик - Надскупчення галактик - Войди | - Навколозоряне середовище - Пилові диски - Міжпланетне середовище - Протопланетні диски - Міжзоряне середовище - Туманності - Емісійні туманності - Планетарні туманності - Залишки наднових - Плеріони - Області H II - Відбивні туманності - Темні туманності - Молекулярні хмари - Глобули - Протопланетний диск - Області H I - Міжгалактичне середовище - Реліктове випромінювання - Темна матерія - MACHO - WIMP - Гіпотетичні - Космічні струни |